# Towarzystwo Akademików Górnoślązaków

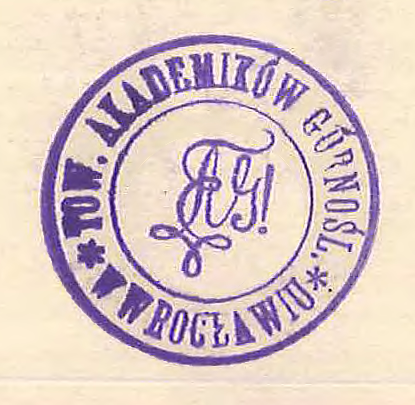
Pieczęć Towarzystwa Akademików Górnoślązaków we Wrocławiu z 1892 roku.

Towarzystwo Akademików Górnoślązaków (niem. Wissenschaftlicher Verein Oberschlesischer Studenten) – towarzystwo studenckie założone przez Górnoślązaków studiujących we Wrocławiu w 1892 roku. Działało w latach 1892–1899 kiedy odgórnie zostało rozwiązane przez władze pruskie .

## Historia
Organizacja założona została 10 lipca 1892 roku we Wrocławiu przez studiujących we Wrocławiu Ślązaków z Górnego Śląska. Współzałożycielami byli m.in. Michał Przywara z Polskiej Nowej Wsi oraz Karol Myśliwiec ze Sprzęcic  . Członkami byli także  Władysław Robota, Jan Koziołek oraz Paweł Lex. Przez Towarzystwo Akademików Górnoślązaków przeszli także przyszli działacze plebiscytowi tacy jak: Wojciech Korfanty, Józef Jagło, Franciszek Długosz, Mateusz Bielok oraz Jan Brandys.
Początkowo organizacja nosiła nazwę Towarzystwa Nauk Akademików Górnoślązaków, którą wkrótce zmieniono na Towarzystwo Akademików Górnoślązaków.